# Musik i Uppsala

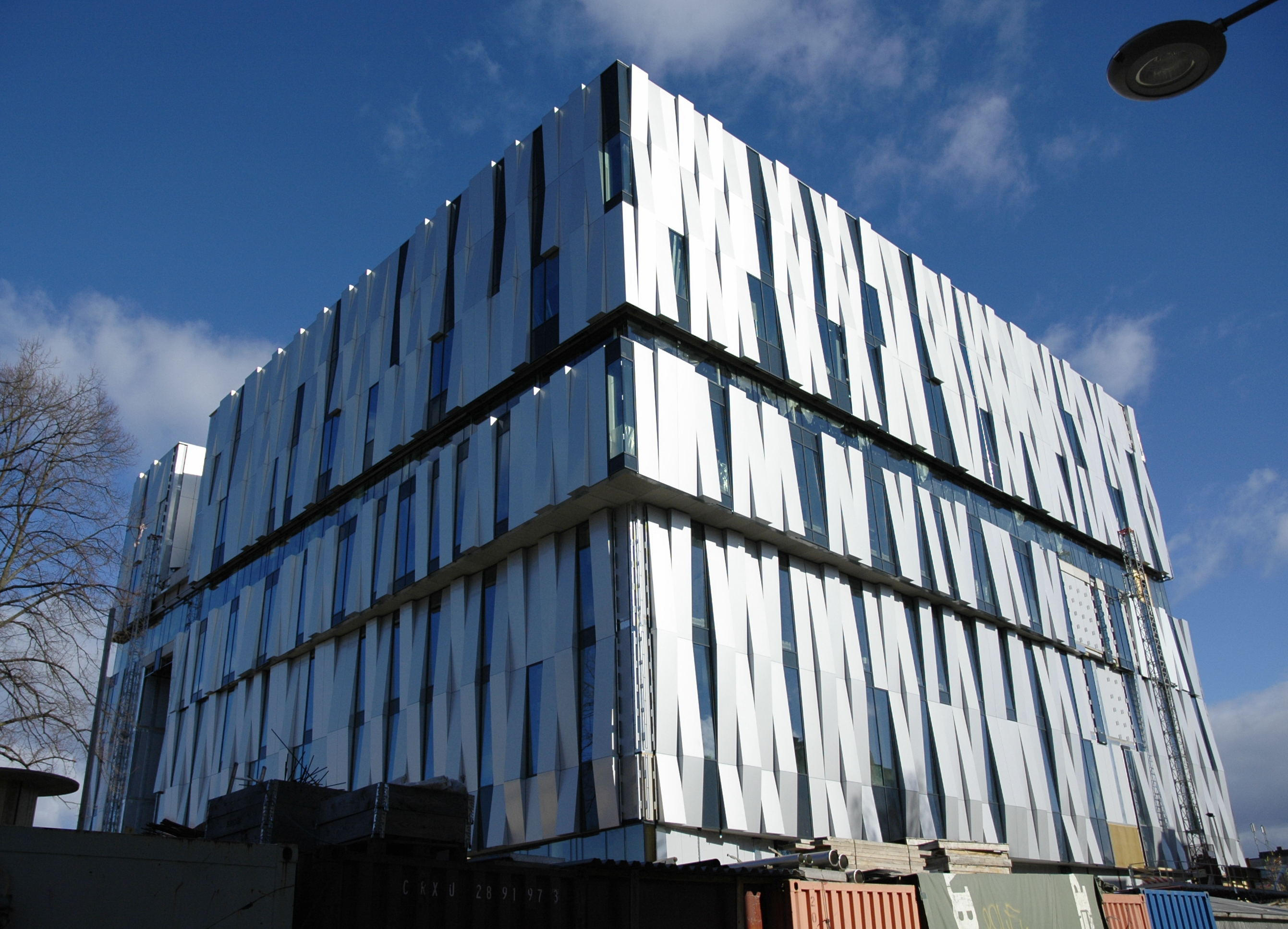
Uppsala Konsert & Kongress

Uppsala har en rik musikalisk tradition. Den traditionella uppländska allmogekulturen, som till exempel musik på nyckelharpa, kan dock ibland tränga fram, särskilt om man beger sig till Gamla Uppsala eller en bit ut på landsbygden. En känd folkmusikgrupp från området är Väsen och folkmusikinriktade skivbolaget Dimma har sitt säte i staden. Uppsala är en av Sveriges körtätaste städer, med flera framträdande Universitetskörer kyrkokörer. Uppsala universitet och dess studenter har haft stor påverkan på Uppsalas kultur och musik, både genom den akademiska miljön och genom musikgrupper centrerade kring universitetet. Staden hade vid slutet på 1900-talet cirka 200 musikensembler, ungefär lika många körer och runt 500 rockgrupper.

## Scener och musikanläggningar

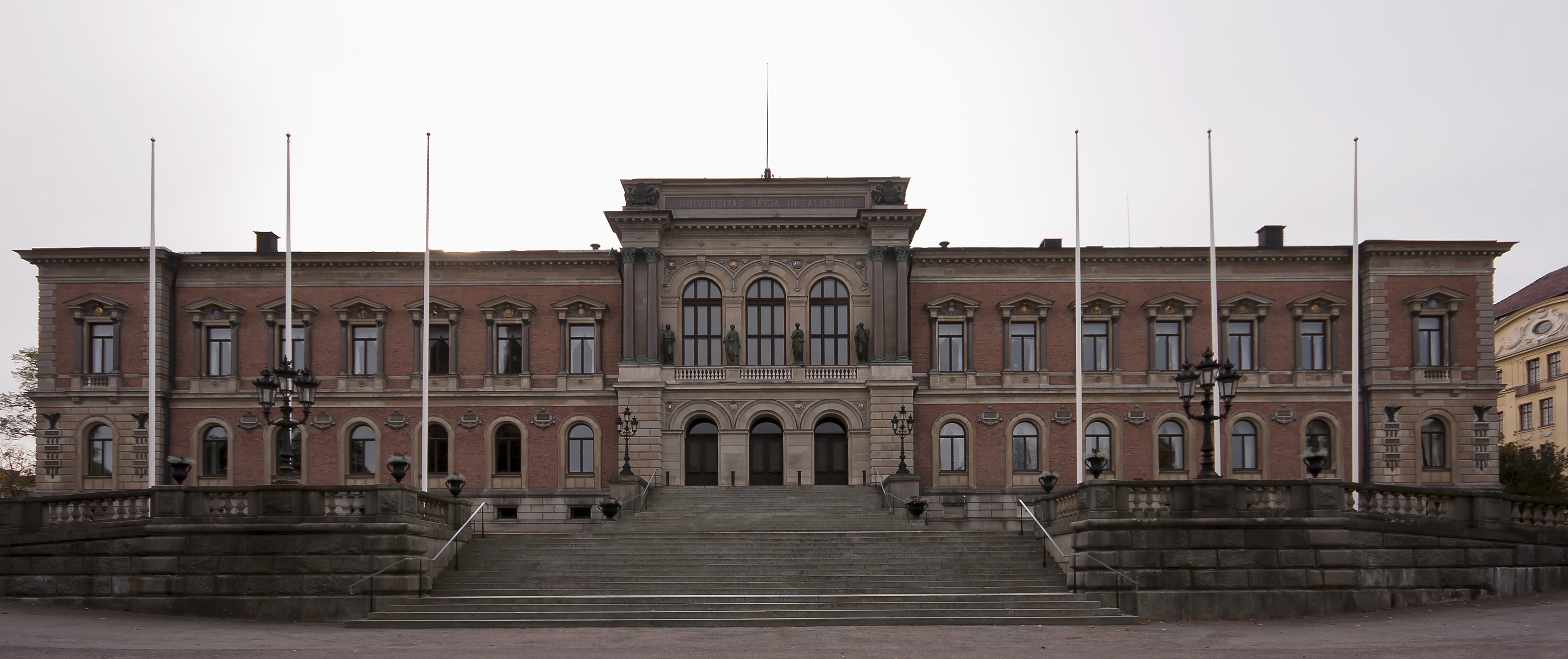
Universitetshuset.

Det här är ett urval av framträdande musikscener i Uppsala.

### Uppsala Konsert & Kongress
Uppsala Konsert & Kongress (förkortat UKK) är en runt 40 m hög konsert- och konferensbyggnad i kvarteret Gerd vid Vaksala torg i Uppsala om totalt 14 600 m². Den officiella invigningen av huset ägde rum lördagen den 1 september 2007. Byggprojektet hade föregåtts av en lång och engagerad politisk debatt i Uppsala kommun.

### Universitetsaulan
Universitetshuset är Uppsala universitets huvudbyggnad, uppförd 1887 av arkitekt Herman Holmgren. Huset är idag ett byggnadsminne. Universitetshuset ligger centralt i Uppsala vid Universitetsparken, nära Uppsala domkyrka. Idag används huset för föreläsningar, konferenser, konserter och akademiska högtider. Vissa salar används även för seminarier inom bland annat juridik. 

### Katalin
Katalin, fullständigt namn Katalin And All That Jazz, är en musikpub och restaurang i Uppsala med inriktning bland annat mot jazz och blues. Puben är ett centrum för Uppsalas musikliv; bland annat har Monica Zetterlund spelat in en skiva där. Katalin grundades av Katalin själv som Café Katalin i mitten på 1980-talet och låg då på Svartbäcksgatan.

## Återkommande evenemang

### Uppsala Reggaefestival
Uppsala Reggaefestival är den största reggaefestivalen i Skandinavien. Festivalen hålls i augusti årligen på badhuset Fyrishov och lockar reggaefans från hela norra Europa, liksom folk med ett allmänt musikintresse. Festivalen sticker även ut i och med dess familjefokus. Pensionärer går in gratis, och barn får ta del av aktiviteter som bad på Fyrishov. "Man ska kunna gå festival med både sina barn och barnbarn", säger festivalens grundare Yared Tekeste. Många av festivalens besökare passar också på att vallfärda till Uppsala domkyrka för att se ljuskronan som den etiopiske kejsaren Haile Selassie skänkt till domkyrkan år 1925. Inom religionen rastafari, som har en central roll inom reggae, är Haile Selassie den utlovade messias och en inkarnation av Gud. Haile Selassie besökte domkyrkan år 1924 innan han var kejsare och gick under titeln Ras Tafari Makonnen, och han blev väldigt förtjust i den. Ras Tafari ville besöka Sverige ”av tacksamhet mot evangeliets budbärare och deras utmärkta skolarbete”.

### Uppsala internationella gitarrfestival
Uppsala internationella gitarrfestival är ett årligt återkommande evenemang i Uppsala. En stor del av festivalen utspelar sig på Uppsala Konsert och Kongress där man anordnar workshops, utställningar samt seminarier.  Festivalen grundades år 2003 och hölls då på Ekocaféet i Uppsala med 200 besökare. År 2010 hade festivalen över 6000 besökare och 300 deltagare.

### Fett me kärlek
Fett me kärlek är en drogfri musikfestival som anordnas årligen i Uppsala dagen då samtliga skolor i kommunen har skolavslutning. Eventet arrangeras varje år av fritidsgårdarna i Uppsala. Fett me kärlek 2012 uppträdde Norlie & KKV, Den svenska björnstammen, Syster Sol, Dani M, Skansen, Bring Down the Beat, Attention Crew, Random Sound, Momofoko och Johanna Andrén från Musik Direkt.

### Studentorkesterfestivalen
Studentorkesterfestivalen är en musikfestival för högskole- och universitetsstudenter och genomförs en helg i maj varje år. Jämna år i Uppsala och udda i Linköping (och Norrköping). Den första festivalen i Linköping hölls 1973 och ett par år senare kom Uppsala med i bilden. Studentorkesterfestivalen förkortas SOF när den hålls i Linköping, och STORK när den hålls i Uppsala. Studentorkesterfestivalerna anordnas på uppdrag av Riks-SMASK - Sveriges Musicerande Akademikers Samarbetande Kårorkestrar. Riks-SMASK:s maskot är Tutputte, en vit huvudfoting med studentmössa som spelar på en helikon (en form av tuba). Tutputte är en karakteristisk symbol för just studentorkesterfestivalerna, och förekommer flitigt på allt material som hör festivalerna till.

## Musikutbildning
Se även Utbildning i Uppsala

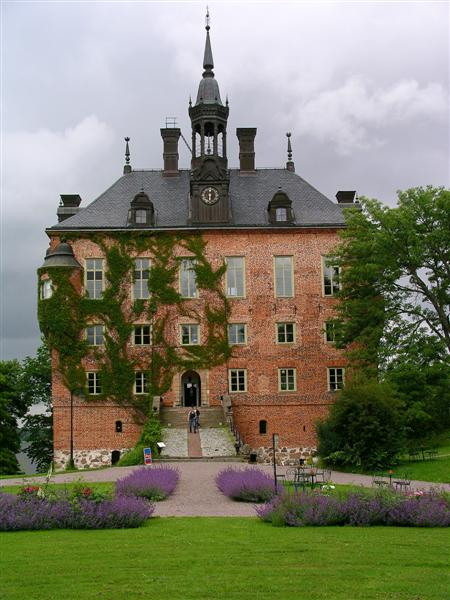
Viks slott, tillhåll för Wiks folkhögskola

Uppsala har ett stort utbud av musikutbildning. På grundskolenivå är Nannaskolan det främsta estetiska läroverket, och Uppsala Musikklasser det främsta inom klassisk musik. Inriktning i musik finns även hos Domarringens skola, Gottsundaskolan, Vaksalaskolan, Tiundaskolan och Stenhagenskolorna.
På gymnasienivå finns det estetiska programmet på Uppsala estetiska gymnasium, IT-gymnasiet och Ansgargymnasiet med inriktning på bland annat musik. Katedralskolan har årligen en musikal och dessutom ett samarbete med Uppsala Musikklasser inför större konserter, bland annat Luciakonserten i Uppsala domkyrka. Lundellska skolan erbjuder "Skrapans musikklass" parallellt med flera gymnasieprogram.
På högskolenivå så erbjuder Uppsala universitet bland annat kandidatprogram i musikvetenskap och andra fristående kurser genom sin Institutionen för musikvetenskap vid Engelska parken - Humanistiskt centrum. På Viks slott utanför Uppsala, i Balingsta, håller Wiks folkhögskola sin verksamhet, med Region Uppsala som huvudman. På denna folkhögskola finns fyra estetiska ettåriga kurser, däribland en musiklinje.

## Bemärkta musiker och musikgrupper

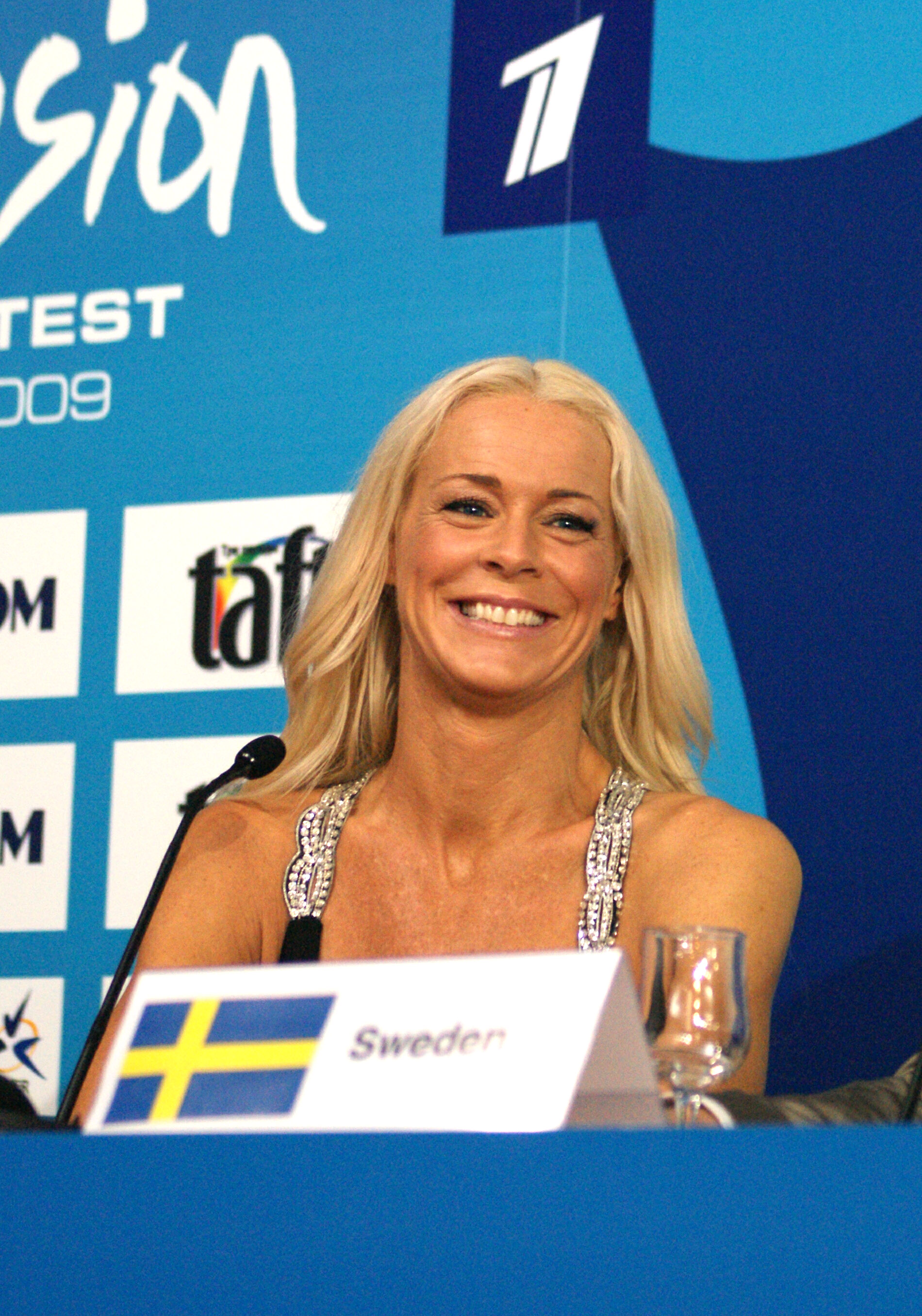
Malena Ernman

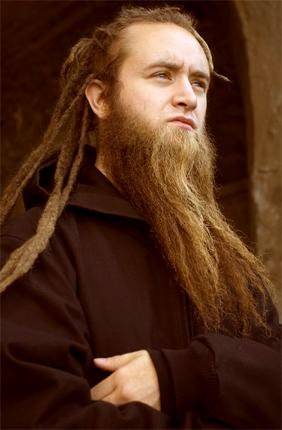
Kung Henry

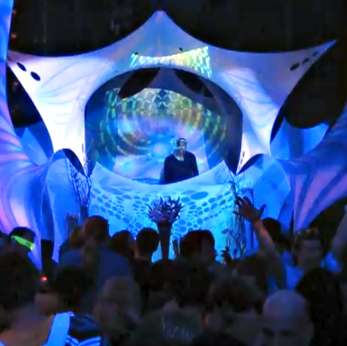
Vibrasphere

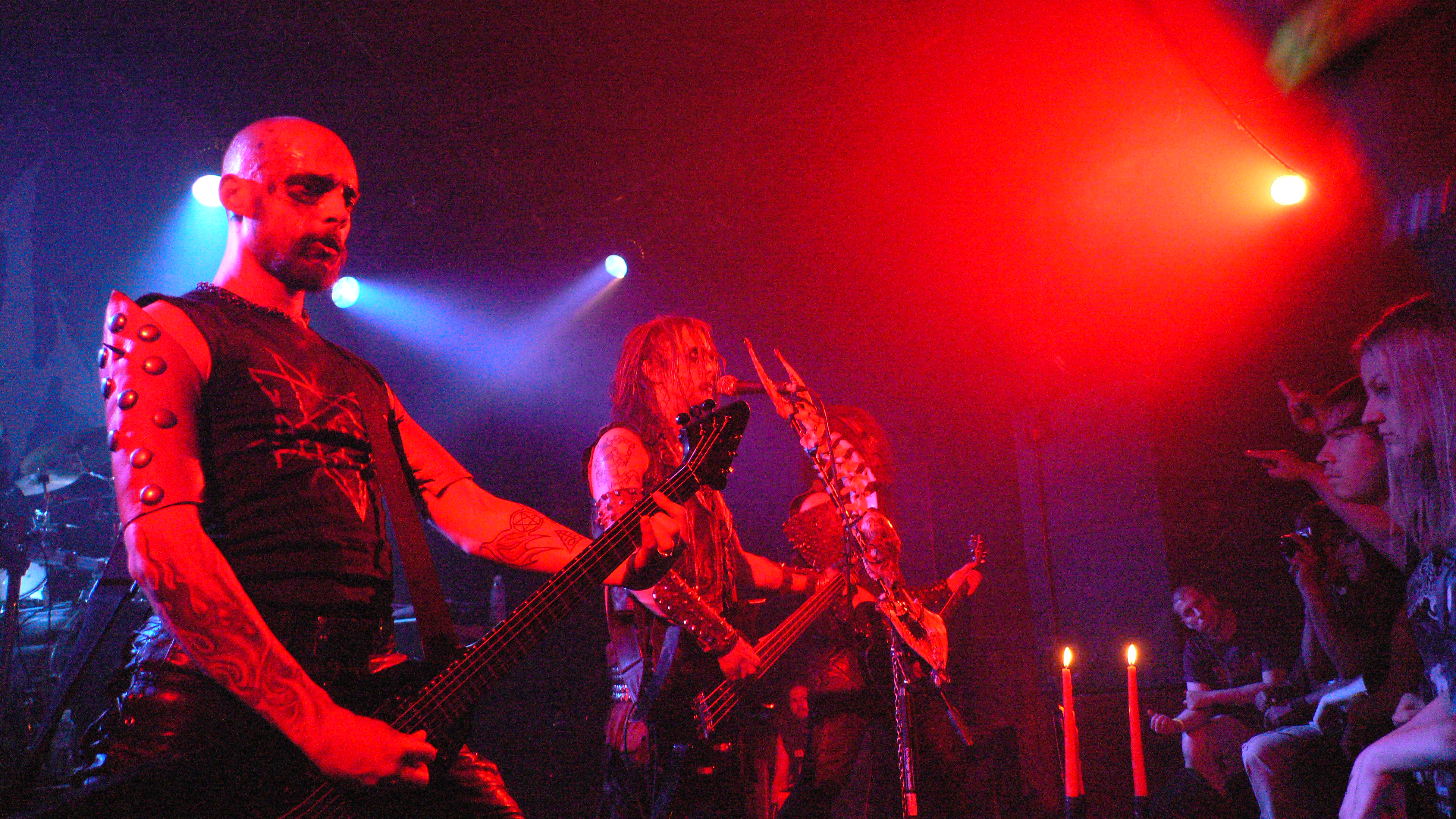
Watain

Se även Kategori:Musikgrupper från Uppsala
Det här är ett urval av framstående musiker och musikgrupper i Uppsala.
- Patrik Berger
- Big fish
- Birgitta Wollgård & Salut
- Pelle Carlberg
- Henrik Eriksson
- Malena Ernman
- E-Type
- Koop
- Last View
- Ruben Liljefors
- Misery Loves Co.
- Pure Divine
- Schola Cantorum
- Owe Thörnqvist
- Trio X
- Rebecka Törnqvist
- Vibafemba
- Vibrasphere
- Väsen
- Watain
- Anders Widmark

### Samtida populärmusik
- Afasi & Filthy
- Ansiktet
- Dani M
- Henry Bowers
- Julia Spada
- Labyrint
- Lilla Sällskapet
- Mares
- Mash Up International
- Moncho
- Nordpolen
- Organismen
- Snoh Aalegra
- Veronica Maggio

### Framstående körer
Se även Kategori:Körer i Uppsala
- Orphei Drängar
- Alla kan sjunga
- Allmänna sången
- Uppsala akademiska kammarkör
- Uppsala domkyrkokör
- Uppsala Domkyrkas Gosskör
- Uppsala studentmanskörer
- Uppsala kammarkör
- Collegium Cantorum
- V-dalakören